# 8303 Miyaji
8303 Miyaji eller 1995 CO1 är en asteroid i huvudbältet som upptäcktes den 9 februari 1995 av den japanska astronomen Takao Kobayashi vid Ōizumi-observatoriet. Den är uppkallad efter astronomen Miyaji Takeshi.